# Ospedale Sant'Antonio Abate
L'ospedale Sant'Antonio Abate, già Azienda Ospedaliera "Sant'Antonio Abate", è  una struttura ospedaliera  pubblica della città di Trapani, pur ricadendo nel territorio comunale di Erice.
Dipende  dall'Azienda Sanitaria Provinciale n.9 di Trapani.
Tramite l'ASP fa parte anche del Servizio sanitario della Sicilia, e di conseguenza è un organo inserito nell'ambito dell'Servizio sanitario nazionale.

## Storia
Le prime notizie di un ospedale a Trapani si hanno intorno al XIII secolo. Ma è nel 1399, da un diploma del re Martino d'Aragona, datato 19 giugno, che si rileva che l'ospedale venne aggregato al Grande Ospedale di S. Antonio e messo sotto giurisdizione dell'Abate generale dell'antico Ordine di S. Antonio di Vienne. 
L'amministrazione dell'ospedale era affidata ad una deputazione composta da tre Rettori, nobili nominati annualmente dal Senato cittadino. 

### Palazzo Lucatelli

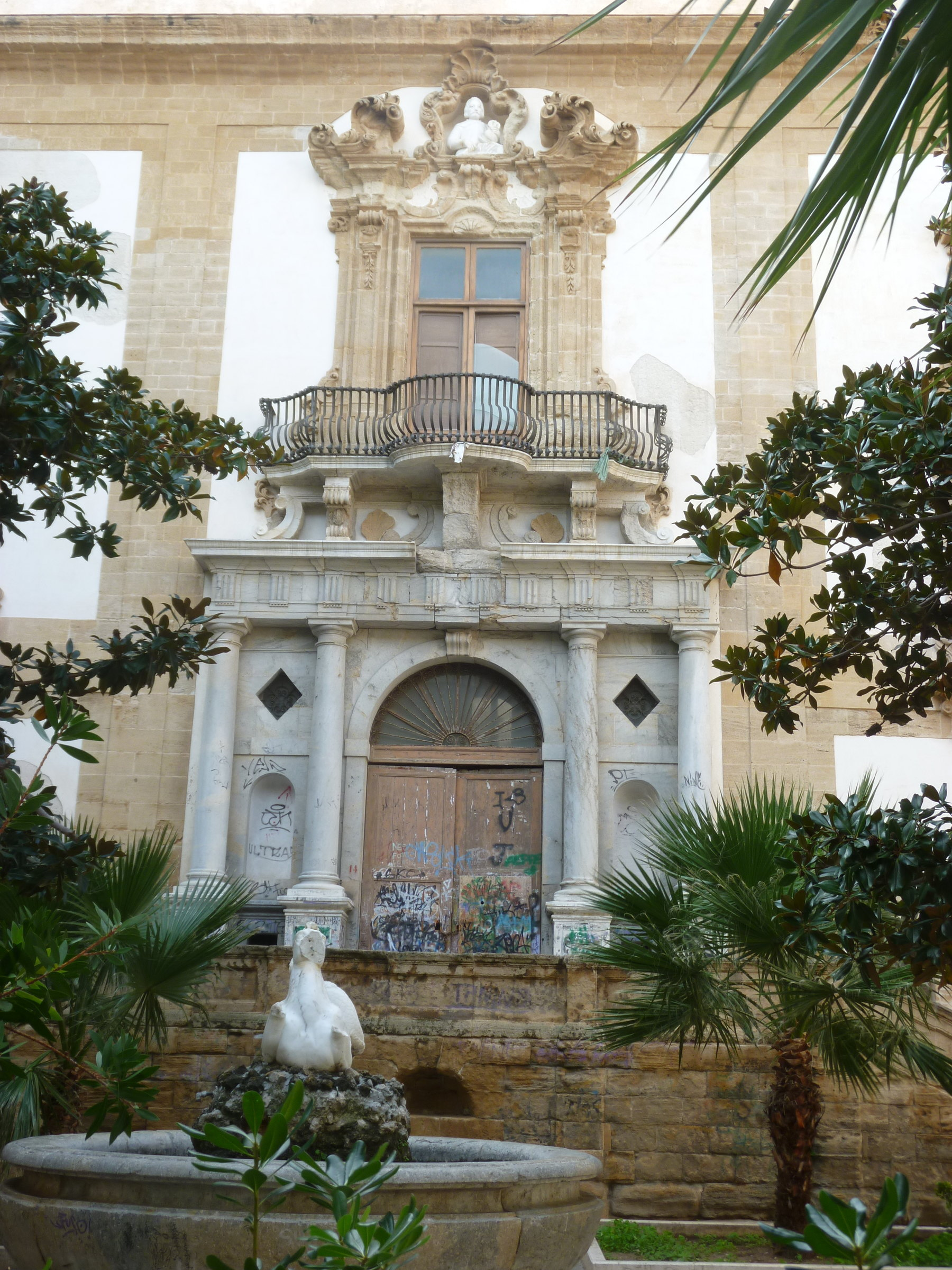
Palazzo Lucatelli, l'antica sede dell'ospedale

Fu nel 1455 che fu costruito un nuovo edificio, palazzo Lucatelli, nell'omonima piazza nei pressi del porto, e nel 1569 affidato alla Compagnia di S. Antonio Abate che nel 1628 ereditò i beni del patrizio Lazzaro Lucatelli. Nel corso dei secoli diversi architetti e capomastri lavorarono alle ristrutturazioni dell'interno del palazzo. Tra loro vi fu nel 1742 Giovanni Biagio Amico. Nel '700 l'Ospedale fu sede di una Accademia di medicina, fondata e diretta dal semiologo Giuseppe Cottone.
Nell'800 era considerato tra i nosocomi più famosi dell'isola per l'esercizio medico di illustri clinici e chirurghi come Rocco Solina, Ignazio Lampiasi (medico e deputato) e Antonino Turretta.

### La struttura attuale
Palazzo Lucatelli fu chiuso nel 1968 quando ebbero termine i lavori di costruzione della nuova struttura ospedaliera, a Casa Santa, alle pendici del monte Erice, che fu aperta ancora non completata, a causa delle emergenze dovute al terremoto del Belice del 1968.

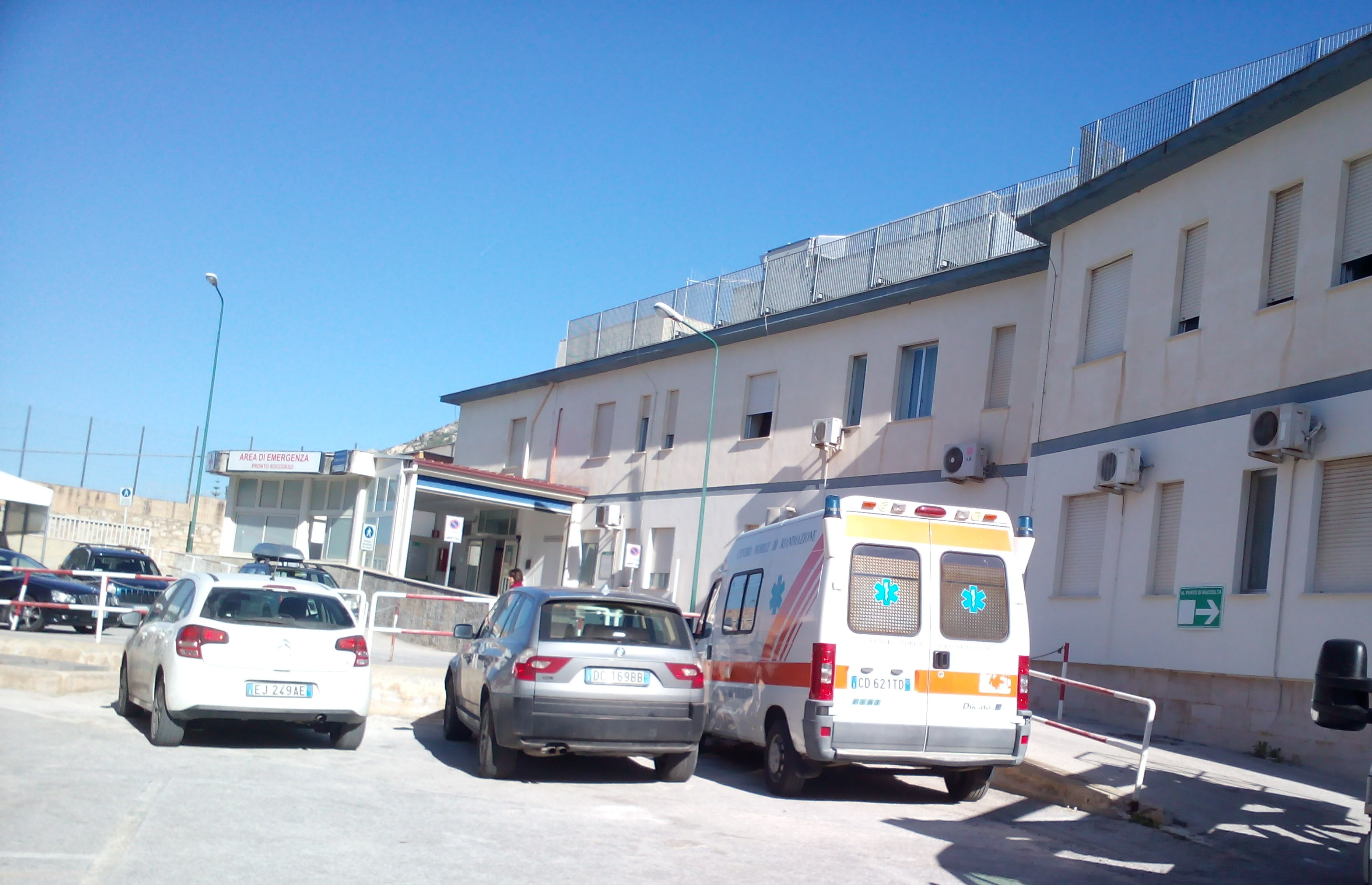
L'area di emergenza (MCAU), alle spalle della struttura principale

L'"Azienda ospedaliera S. Antonio Abate di Trapani" è istituita invece nell'aprile del 1995 e viene individuata come presidio ospedaliero per le emergenze di II livello.
Il 1º settembre 2009 è stata soppressa l'Azienda ospedaliera Sant'Antonio Abate di Trapani e incorporata nell'Azienda sanitaria provinciale di Trapani.
L'ospedale è sede del corso di laurea in Ostetricia della facoltà di Medicina e chirurgia dell'Università di Palermo.
Nel marzo 2017 viene individuato come DEA di I livello.

## Reparti
- Anatomia patologica
- Anestesia e rianimazione con terapia iperbarica
- Cardiologia con UTIC
- Chirurgia generale
- Chirurgia pediatrica
- Dermatologia e venerologia
- Emodinamica (dipartimentale)
- Farmacia
- Gastroenterologia ed endoscopia digestiva
- MCAU (pronto soccorso)
- Malattie dell'apparato respiratorio con UTIR
- Malattie infettive
- Medicina generale con lungodegenza
- Medicina trasfusionale
- Nefrologia e dialisi
- Neonatologia nido e UTIN
- Neurologia con stroke unit
- Oftalmologia (oculistica)
- Oncologia medica
- Ortopedia e traumatologia
- Ostetricia e ginecologia
- Otorinolaringoiatria
- Patologia clinica
- Pediatria con talassemia
- Radiodiagnostica con PET/CT
- Terapia del dolore - Spoke TP1
- Urologia[7]

## Direttori sanitari
Questo è l'elenco in ordine cronologico dei direttori sanitari e dei direttori medici di presidio:
- Giuseppe Di Carlo (2002-2005)
- Guido Catalano (2005-2009)
- Francesco Giurlanda (2009-2017)
- Maria Concetta Martorana (2017-2023)
- Giovanni Ferreri (dal 2023)